# マイスタジオ
マイスタジオ (My Studio) は、日本テレビの本社社屋に存在するオープンスタジオである。通称はマイスタ。
元々は旧本社（麹町分室）（東京都千代田区二番町）の南本館1階にあったが、同港区東新橋（汐留）の本社ビル（日本テレビタワー）移転後も、2代目として「マイスタジオ」の名称は使用されている。

## 初代

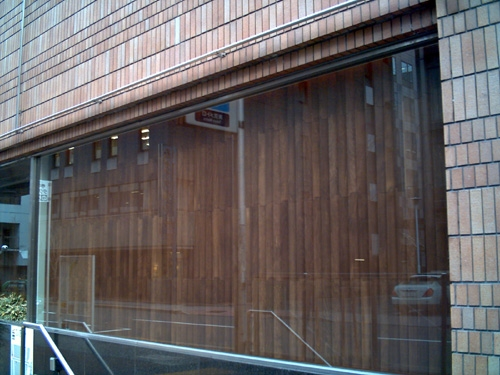
初代マイスタジオ跡（旧:日本テレビ麹町診療所）

上記の通り旧本社南本館1階にあったオープンスタジオで、1979年に『ズームイン!!朝!』（3月5日開始）の放送を開始するにあたり、生中継を多用することを特徴とした番組のため、「外の様子が見えるスタジオで番組を放送したい」というディレクターの齋藤太朗の意見がきっかけでスタジオ建設に至り、元々1階の郵便集配室と日本テレビ25年史の展示室だったスペースをスタジオに改装した。
『ズームイン!!朝!』第1回放送時のオープニングで、初代キャスターを務めた徳光和夫は視聴者に向けて「私のスタジオ、そしてあなたのためのスタジオです」とマイスタを紹介している。
なお、改築にかかった費用は約4億円。この経費は『ズームイン!!』が企業会計の計算上すべてを負担する形式をとり減価償却に4年費やした。
特徴はスタジオと副調整室との間に壁がない「オープンスタイル」で、通常キャスターが窓を背に定位置に立つと、副調整室のモニター群が一望でき、入ってくる全中継回線・VTRなど映像の状況をキャスター自身が把握することが可能で、国内・海外を問わず生中継を多用した『ズームイン』ではその威力を大いに発揮した。
外部からの中継回線を多く取り入れ、捌くことができるという特徴もあったが、報道用のスタジオ以外ではこのような特徴を持つスタジオは存在しない ことから、日本テレビでは『24時間テレビ 「愛は地球を救う」』『ゆく年くる年』をはじめとして報道系以外で外部から多くの中継を入れる場合、このマイスタを「中継受け専用サブ」として使用することも多かった。なお、この機能は汐留の2代目マイスタにも踏襲されている。
スタジオと副調整室との間に壁のないスタジオは、テレビ局のスタジオとしてはこのマイスタが日本初である。また当時の朝番組はスタッフの人数が非常に少なかったため、当時まだテレビ業界では普及率の低かったカセット式VTR（U規格、BETACAM、Digital BETACAM）を多用したほか、タイムキーパーの指示をモニター経由でキャスターに直接伝えることによりフロアマネージャーを廃するなど、省力化のための様々な工夫が施されている。
スタジオの扉を開くと玄関前の広場、その隣が日本テレビの構内駐車場であるため、そこで『ズームイン!!朝!』や『ジパングあさ6』などの番組のオープニングやエンディング、バラエティ番組のコーナー収録を行っていた。玄関前・駐車場からは『ダウンタウンのガキの使いやあらへんで!!』の罰ゲームで何度か早朝の生放送を行ったり、『ズームイン!!サタデー』でクロマキー技術を多用したセット（上記2番組はマイスタの中でも行うことがあった）、『NNNニュースプラス1』の5時台コーナーや天気予報が有名。スタジオ前の日本テレビ通り地下には営団地下鉄（現：東京地下鉄）有楽町線が通っているためわずかながら電車の通過振動を感じることがあった。なお、スタジオの前（キャスターの定位置の真後ろ）に地下鉄へ通じる6番出口の階段があった。
また、設置当初は夕方の生放送で福留功男（当時日本テレビアナウンサー）が司会の『タウン5』、バラエティ番組『爆笑!!マイスタ』、三笑亭夢之助出演の『マイスタ芸能ワイド!!』などが生放送されたほか、副調整室をバックに放送する形式としては『日本テレビハイライト』や『番組フラッシュ』『今夜のサスペンス』など午後から夜間に生放送・収録する宣伝番組にも使用された。また、系列局の中京テレビの『夢のドラゴンズ生放送』が試合当日の後楽園球場での巨人対中日戦の試合後に生放送スタジオとして使用していた。
後にはドラマ『ザ・ワイドショー』の劇中架空ワイドショー『LAST WIDE』収録（当初はこのパートのみ生放送）など他番組にも使用、『スーパーテレビ情報最前線』など本来収録の番組が急遽生放送を行う際にもマイスタが多く使用されたが、異色なところとしては『ザ・トップテン』が本来使用していた渋谷公会堂を公会堂側の都合で使用できなくなった際、急遽マイスタをメインスタジオとして使用したというエピソードも残されている。
後に午前6時台の情報番組（『ルンルンあさ6生情報』→『ジパングあさ6』）が設置され、こちらもマイスタからの生放送だった。この2番組では窓に簡易的なセットを組んでいた。
副調整室を背景にして放送すればスタジオセットを作らずに済むなどのメリットもあって、機動力のあるスタジオであった。
また、マイスタジオの隣にはテナントとして飲食店（マイスタの隣には料理店があった。この料理店の隣にはそば店、南本館と西本館の間にはコーヒーショップがあった）が入居していたが、1995年頃の契約満了を持って退去させた上で、その空きスペースもマイスタジオのフロアとして拡張した。これによりスタジオフロア部分に余裕が生まれたことで、『報道特捜プロジェクト』など一部番組ではスタジオ内に簡便な美術セットを持ち込んで放送することも増えた。さらに、移転直前の時期にはスタジオの窓の上に横断幕が設置されるようになり、番組や日本テレビのキャッチコピーを宣伝する広告が、スタジオ入口にある玄関の支柱と一体的に用いられた。
その後、『ズームイン!!朝!』の後身である『ズームイン!!SUPER』の生放送も行われていたが、2003年8月に本社機能が麹町から汐留の新本社へ移転・稼動してからも、技術的な事情から放送機能（主調整室）が麹町に留まったことで、マイスタジオが麹町（初代）と汐留（2代目）の2か所に存在する期間があった。その後、2004年2月29日をもって主調整室（マスター）をはじめ放送機能が完全に汐留に移行したことを契機として旧本社の初代マイスタは廃止された。
同年4月から日本テレビ麹町診療所が設置され、日本テレビ関係者だけでなく、地域住民などの一般患者も受診できたが、2015年11月20日で閉所となった。その後、2015年12月1日に閉所時の所長（日本テレビの産業医も兼務していた）が独立して「紀尾井町内科」を開業し、担当した患者の診療内容を実質的に引き継いでいる。
2019年1月からの麹町ビルの解体で初代マイスタジオは姿を消した。現在スタジオがあった場所は更地になっており、スタジオ前の地下鉄6番出口とその周りの地面のタイルを除いて痕跡は無くなっている。

## 2代目
2004年の日本テレビの本社移転に伴い、汐留の日本テレビタワー2階に設けられた92坪のオープンスタジオである。
拡張後の初代マイスタジオと同じく横幅があり奥行きが少ない空間となっており、初代からの特徴である副調整室との間に壁を設けないオープンスタイルも引き継がれた。ガラス張りの構造も引き継がれでおり、外部から放送の様子を見ることが可能である。初代マイスタジオは道路に面したスタジオであり、放送中にもスタジオ前に大勢の見物人があふれかえっていたことや、一部の通行人が立ち止まってふざけたりする場合が多々あっても公道であるため規制することができなかったことを考慮して、2代目ではスタジオに面した広場を日本テレビの敷地とし、放送中には門を閉じることで人の通行を規制している（門の外から見学することは可能で、『ズムサタ』のエンディングやスタジオ内部のカメラワークでそれが映る事も多い）。少し離れたところに汐留メディアタワー（共同通信社が入居）などへ続く通路があるため、そこを通る通行人の姿が映ることはある。
マイスタジオの横には広場があり、広場の奥はかつてズームインにちなんだ「ズームイン!!汐留神社」（新橋日比谷神社汐留分社、その後はドラマ『ごくせん』にちなんだ「ごくせん神社」になっていたが、現在は撤去されている。）を設置していた。また、2007年からはマイスタジオの上に宮崎駿（アニメ映画監督）デザインの「日テレ大時計」が設置されている（大時計設置前の移転初期は麹町末期を踏襲して『ズームイン!!SUPER』と『ズームイン!!サタデー』の横断幕が掲示されていた。大時計完成後は下の枠に掲示されていたが『ZIP!』開始後は無くなっている）。
現在は、『夜バゲット』（収録番組）がマイスタジオからの放送を行っている他、『news every.』の天気予報（17・18時台で使用、災害発生時の生解説もここから行っている。ごくまれにではあるが、オープニングもここから伝えることがある）はマイスタジオ前の広場から放送している。また、2020年春以降は新型コロナウイルス感染症対策として社内の離れた場所から出演する際にもマイスタジオを用いることがある。『夜バゲット』ではブラインドを閉めて収録しているが、『ズームイン!!サタデー』終了の2025年4月以降、『ズームイン!!サタデー』の番組セットが常設されていた側のブラインドは閉め切った状態となっている。
過去には、『ズームイン!!SUPER』（2004年3月-2011年3月）、『よい国のニュース』（BS日テレ、2011年4月-2012年3月）『らくらく!大人倶楽部』（BS日テレ、2012年4月-2013年3月）、『イブニングプレス donna』（2012年4月-2013年12月）、『PON!』（一部コーナーのみ）、『news every.』（2014年1月-2018年9月、16時台の一部コーナーのみ）、『バゲット』（2018年10月-2023年3月）、『深層NEWS』（BS日テレ）、『ズームイン!!サタデー』（1996年4月-2025年3月）、がマイスタジオから放送していた。自己批評番組『あなたと日テレ』では放送終了までブラインドを閉めて使用されていた。
「超☆汐留パラダイス!」など、日本テレビのイベントの際にはスタジオ使用時を除き時間限定でスタジオの中に入って無料で見学することができる。
2017年4月から同年7月までの間はマイスタジオの改装や「日テレ大時計」の改修工事のため、マイスタジオで放送されている番組は別のスタジオから生放送された。

## ギャラリー
- 『ズームイン!!SUPER』放送当時のマイスタジオ（2007年）
- マイスタ前庭
- ごくせん神社